# Museo della natura e dell'ecologia della Repubblica di Bielorussia
Il Museo della natura e dell'ecologia della Repubblica di Bielorussia (in bielorusso Музей прыроды і экалогіі Рэспублікі Беларусь?, Muziej pryrody i ekalohii Respubliki Bielaruś) è un museo di storia naturale situato a Minsk, capitale della Bielorussia. È una delle cinque parti che compongono il Museo nazionale di storia e cultura bielorusso.

## Storia
Il 25 luglio 1983, il Consiglio dei Ministri della Repubblica Socialista Sovietica Bielorussa ha adottato una risoluzione per la creazione del museo. Successivamente, l'8 luglio 1991, fu emesso un ordine del Ministro della Cultura, per istituire il Museo Nazionale della Natura e dell'Ambiente nella città di Minsk, basato sulle collezioni scientifiche accumulate dal Museo Statale di Storia Naturale.
In seguito, il Dipartimento di Stato ha separato il Museo della Natura come entità giuridica indipendente, facendolo diventare il Museo Nazionale della Natura e dell'Ambiente della Bielorussia che, a partire dal febbraio 1992, ha iniziato a operare come unità strutturale del Ministero della Cultura della Bielorussia.

## Area espositiva
Il museo è suddiviso su quattro edifici. La superficie espositiva è di 457 metri quadrati, con due esposizioni permanenti e due esposizioni temporanee.

## Collezione
Il museo raccoglie decine di migliaia di reperti che raccontano la storia naturale del paese, inclusi: la costola e la scapola di un mammut, un corno di B. primigenius e un fungo gigante.

## Galleria d'immagini

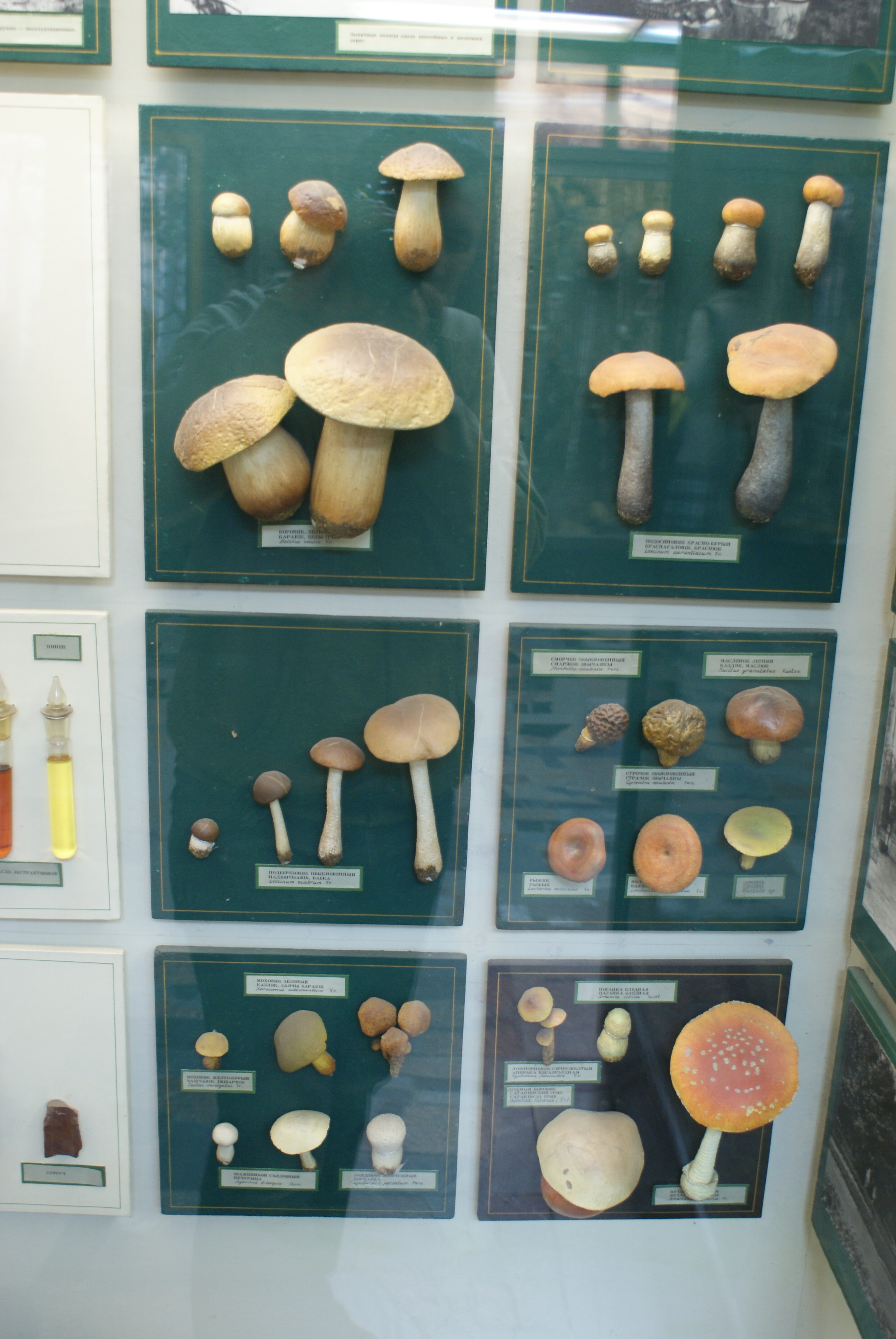
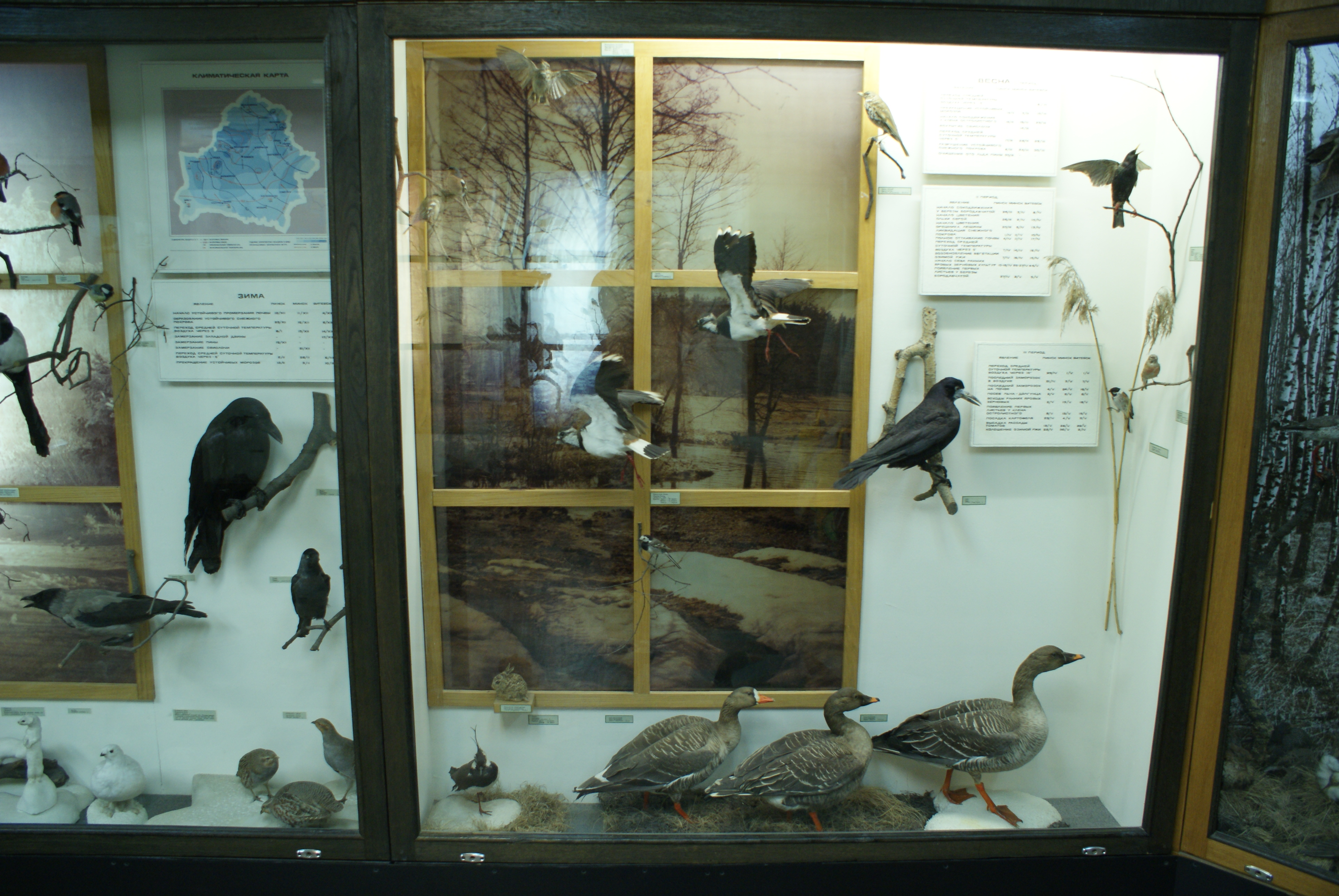
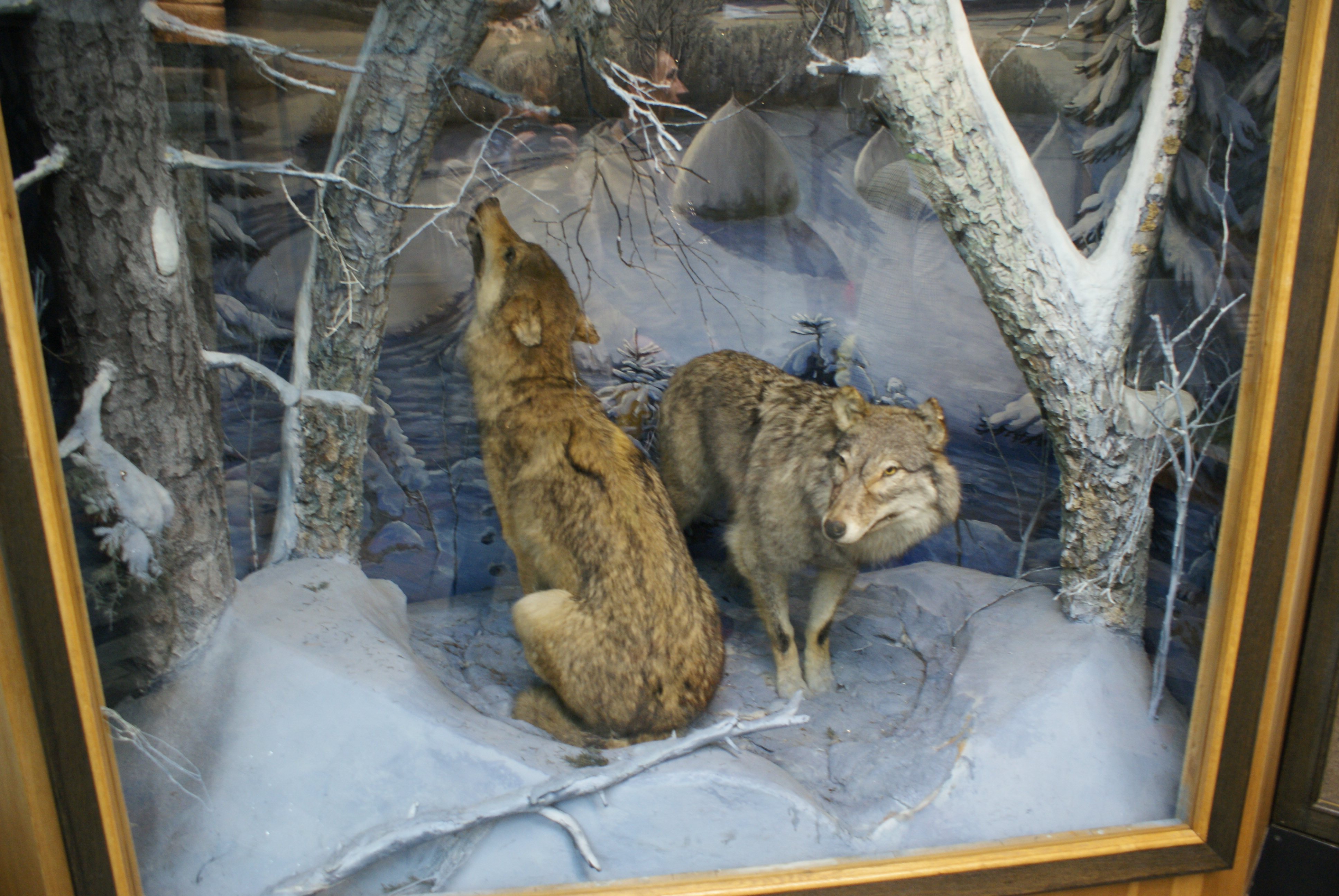
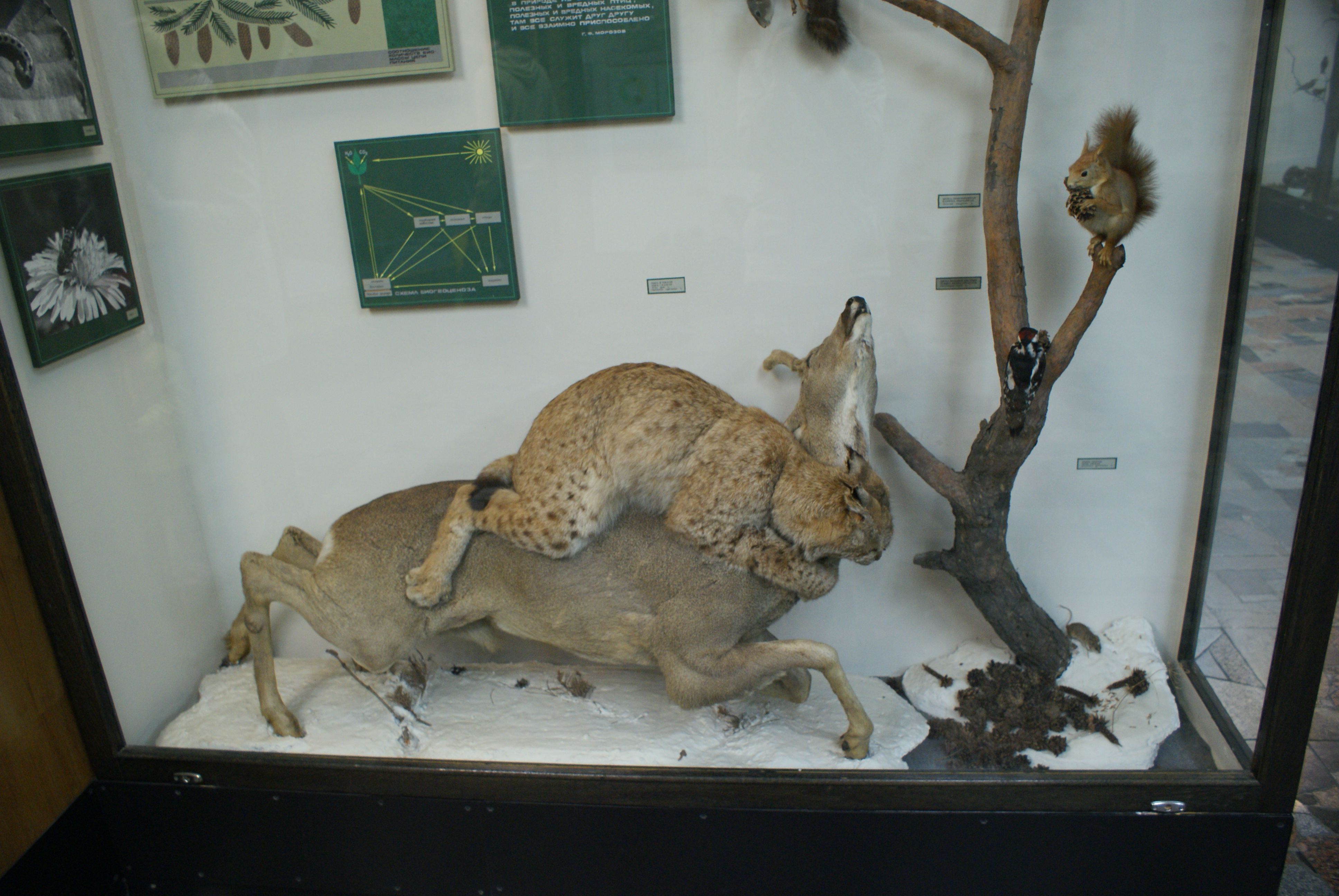
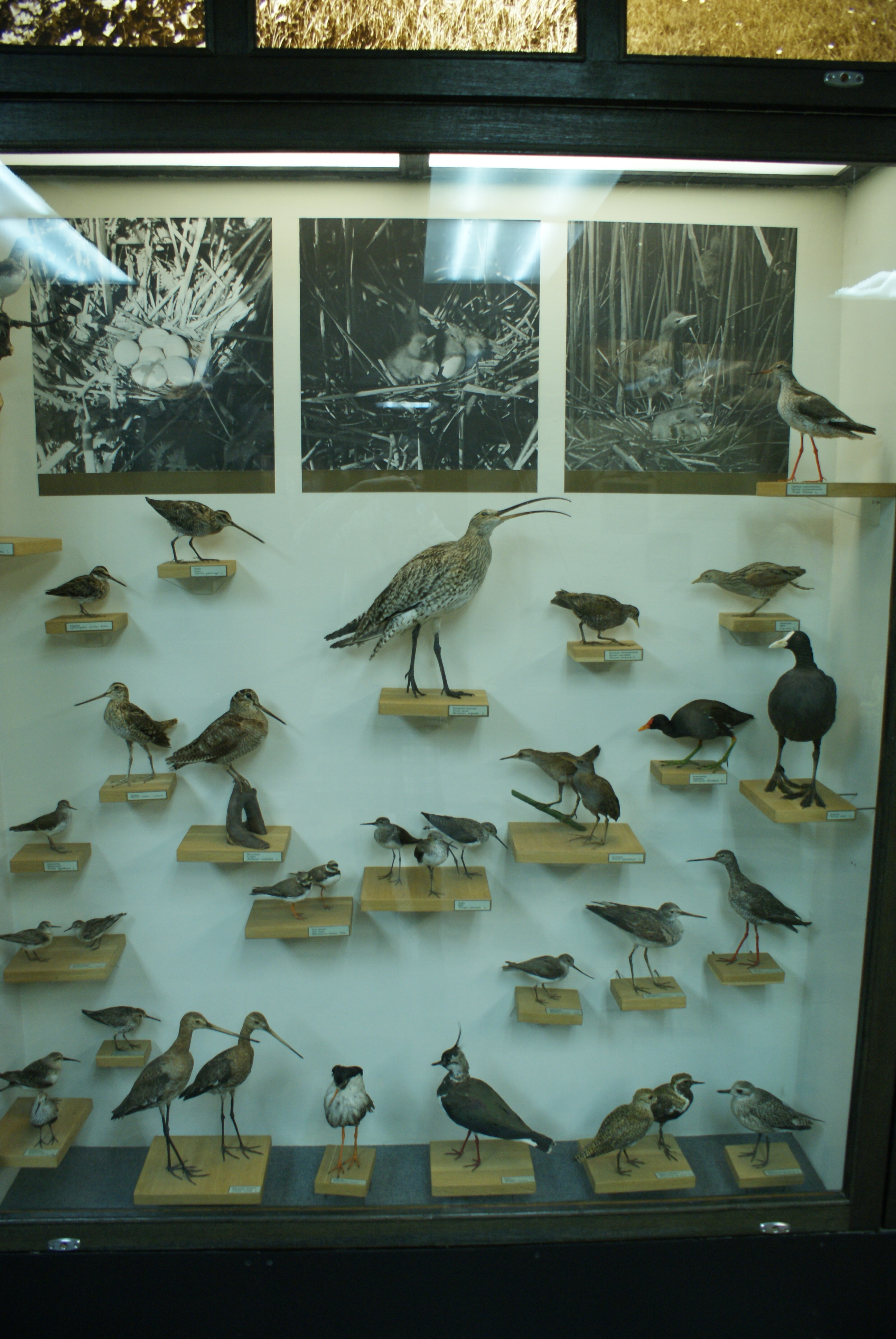
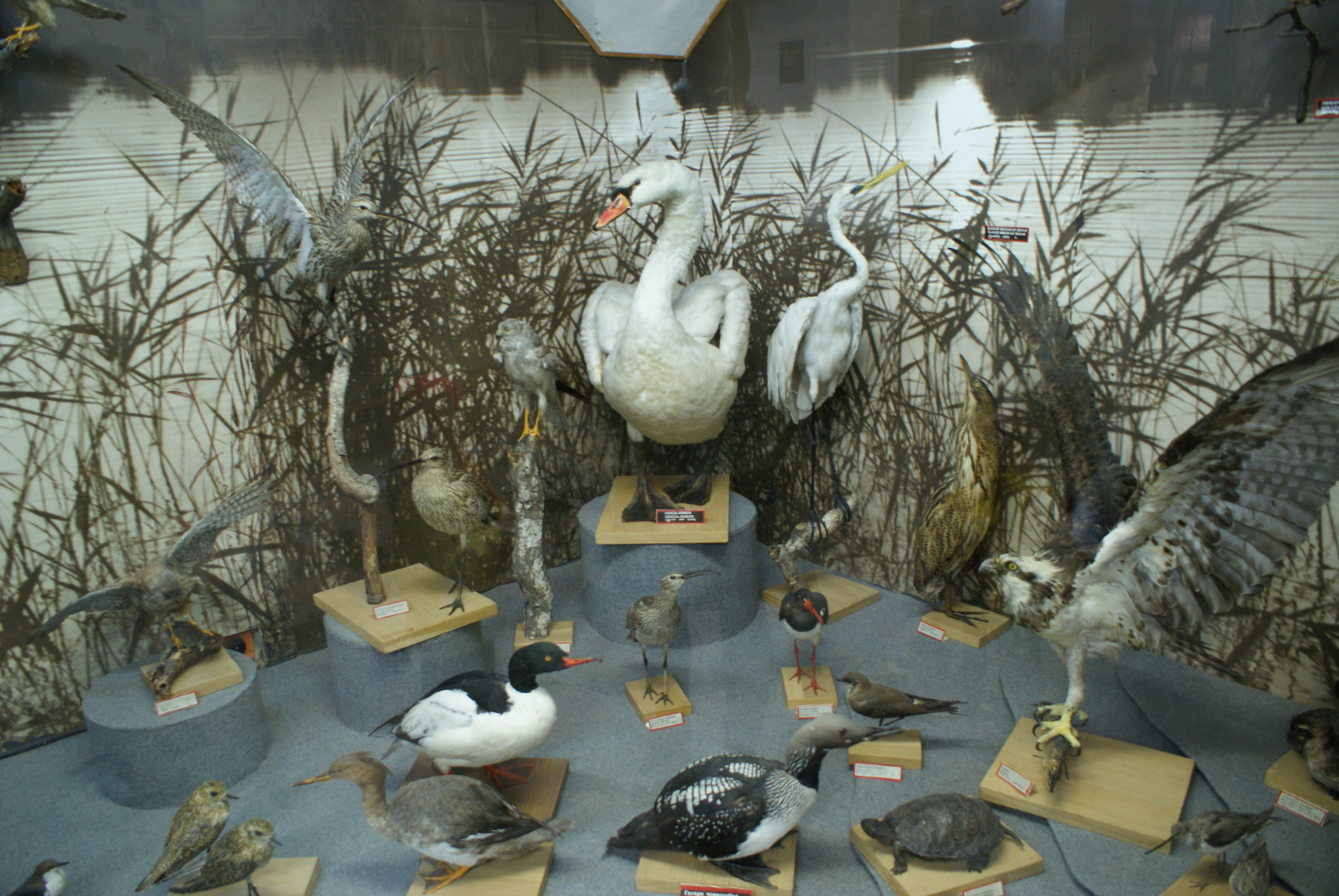
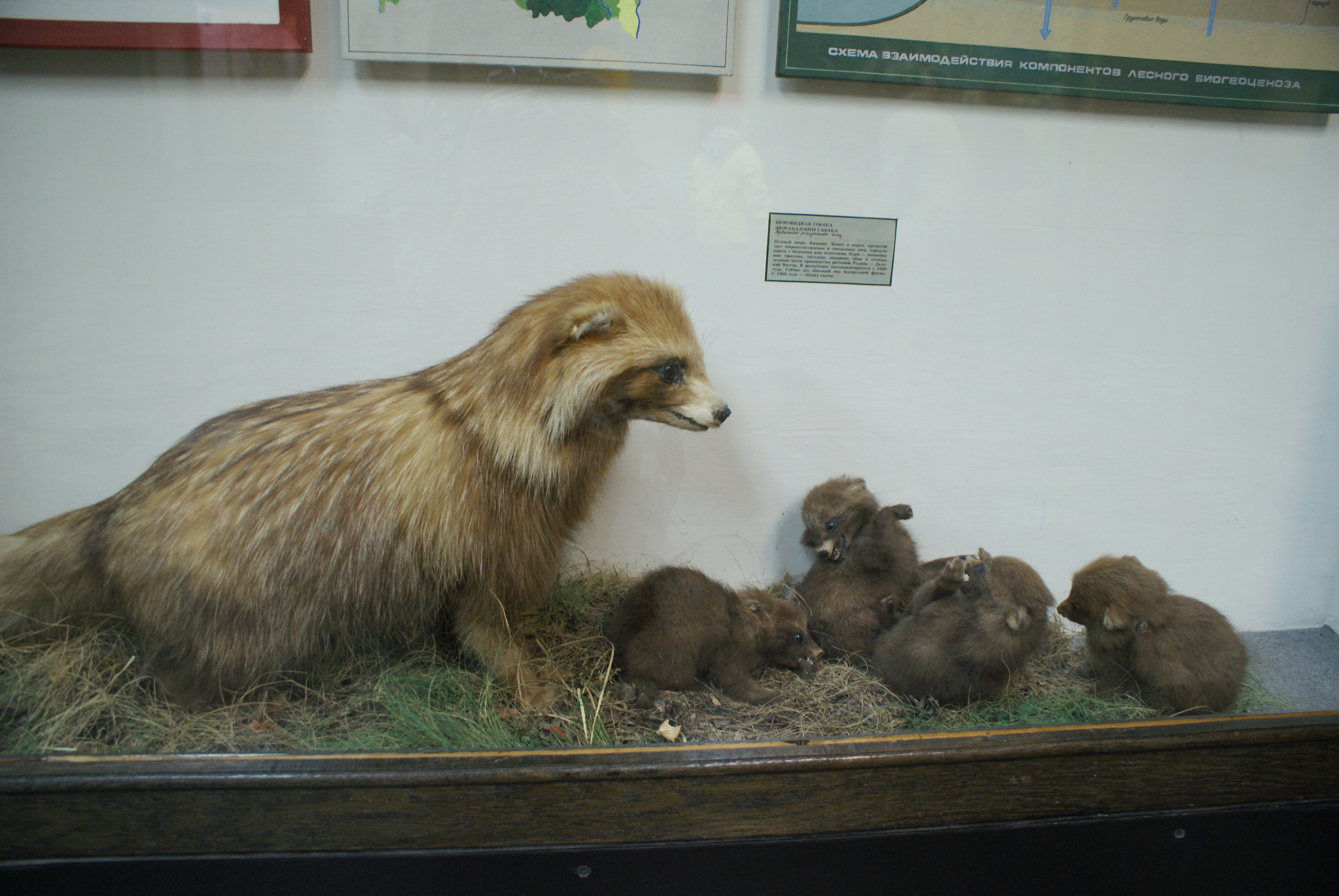
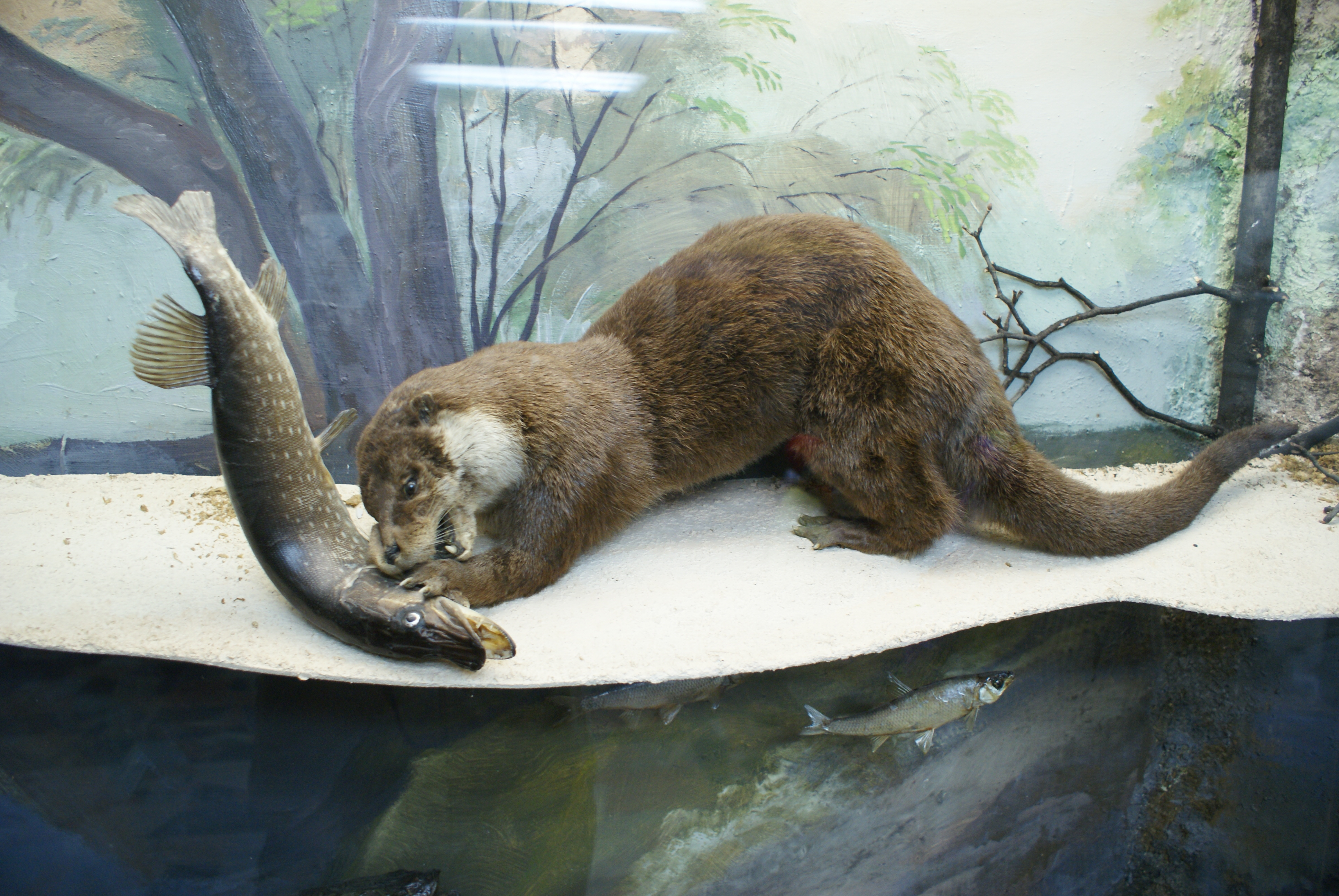
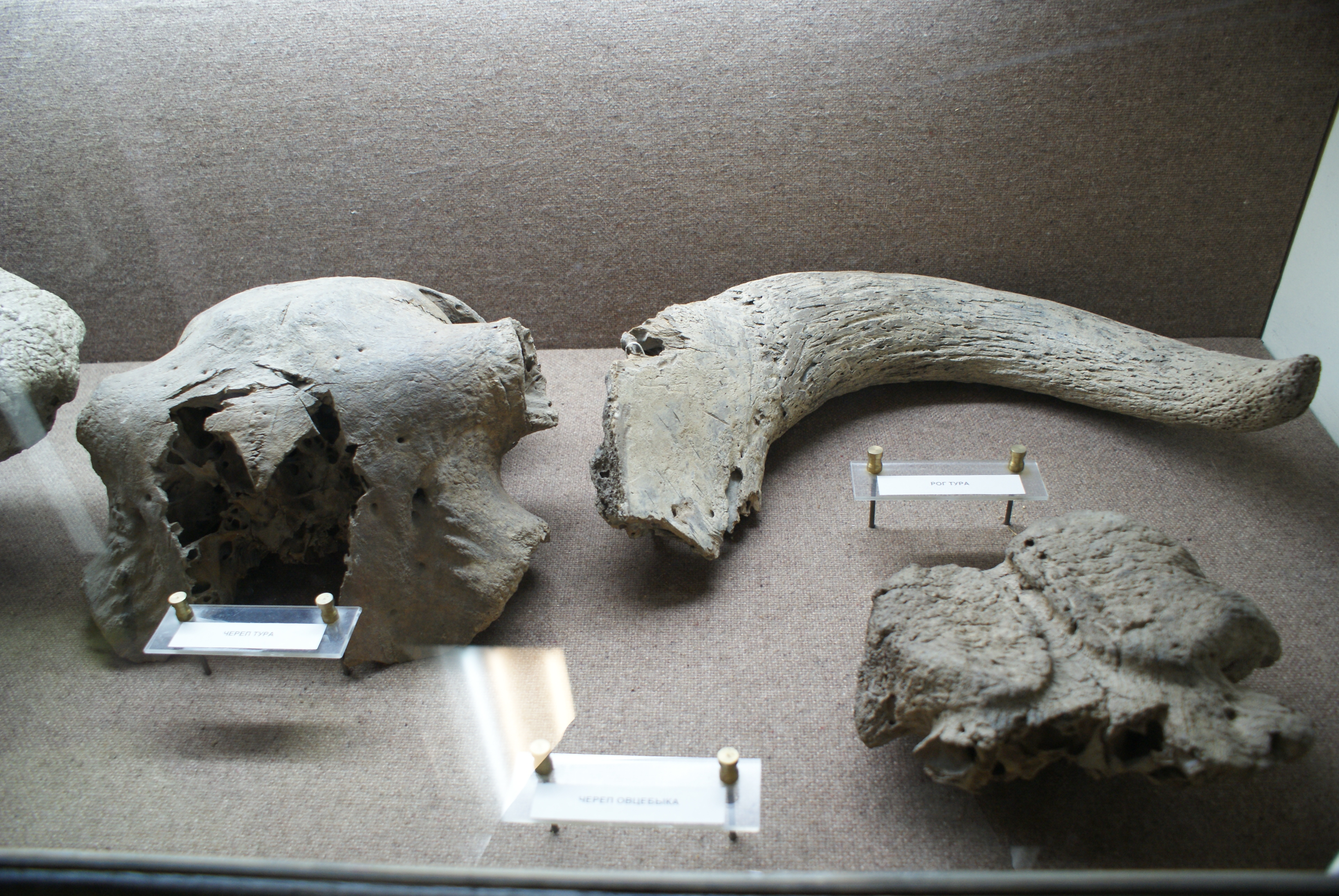